# F&M Vulca S
La F&M Vulca S è una vettura presentata con una galleria fotografica ufficiale nel 2008 dalla carrozzeria italiana artigianale Faralli & Mazzanti, la cui produzione in serie prevista era di 10 esemplari ma di cui non si hanno ulteriori notizie.

## Il contesto
Il nome, come da tradizione della casa automobilistica, ha origini etrusche e deriva da uno dei più famosi e importanti scultori etruschi, realizzatore di molte opere fra le quali Apollo di Veio, che si chiamava appunto Vulca.
Si tratta di una vettura gran turismo con carrozzeria di tipo coupé (più propriamente una berlinetta) 2+2 (due posti anteriori più due posteriori "di emergenza") realizzata in alluminio con metodi artigianali.
La linea della vettura è fortemente ispirata dalla progenitrice F&M Antas, presentata al pubblico nel 2006, vettura della quale la Vulca è evoluzione, portando avanti i concetti e la filosofia della casa toscana espressi con quel modello.

### Caratteristiche tecniche
È stato dichiarato che la vettura sarebbe stata dotata di un 10 cilindri disposti a V da 5771 cm³ di cilindrata, che eroga una potenza massima di 630 CV a 7500 giri al minuto, con una coppia massima di 630 Nm a 5500 giri. La velocità massima dichiarata era di 335 km/h e l'accelerazione da 0 a 100 km/h in 3,9 secondi.
La vettura era dotata di pneumatici anteriori da 255/30/ZR 21 (oppure 245/35/ZR 20) e posteriori da 295/25/ZR 21(oppure: 275/30/ZR 20).
In seguito è stato infatti dichiarato che il motore sarebbe stato un V12 e la vettura denominata di conseguenza Vulca V12. Il motore adottato da questa versione era previsto in 3 declinazioni di potenza: un 6,0 litri 445 CV e 600 Nm; un 7,1 litri da 520 CV e 730 Nm e un 7,5 litri da 600 CV e 800 Nm di coppia.